# Добротвор (ґміна)
Ґміна Добротвур (пол. Gmina Dobrotwór) — колишня (1934—1939 рр.) сільська ґміна Кам'янко-Струмилівського повіту Тарнопольського воєводства Польської республіки (1918—1939) рр. Центром ґміни було село Добротвор.

1 серпня 1934 р. було створено ґміну Добротвур у Кам'янко-Струмилівському повіті. До неї увійшли сільські громади: Добротвур, Сєлєц Бєнькув, Стриганка і Тишица.

В 1940 р. ґміна ліквідована у зв’язку з утворенням Кам’янко-Струмилівського району.